# Henri Alain Liogier
Henri Alain Liogier, noto anche come frate Alain (31 gennaio 1916 – Fort Worth, 9 novembre 2009), è stato un botanico e educatore francese.

## Biografia
Liogier studiò presso l'Università dell'Avana, a Cuba, ove conseguì nel 1940 il Bachelor's degree e nel 1945 la laurea.
Divenne professore e insegnò Biologia e Botanica presso varie università di Stati Uniti d'America e paesi caraibici.
Liogier collaborò con il New York Botanical Garden, la Harvard University e lo Smithsonian Institution di Washington.
Nel 1995, lasciò la facoltà presso l'Università del Puerto Rico e andò in pensione.
Liogier e sua moglie, Perpha, si trasferirono a Fort Worth, dove divenne ricercatore associato del Botanic Research Institute of Texas e del Fort Worth Botanic Garden.
Fu anche un membro attivo della Chiesa Cattolica di Santa Rita a East Fort Worth.

## Attività scientifica
Liogier è stato autore di oltre 100 pubblicazioni su riviste scientifiche e di oltre 30 libri dedicati allo studio della botanica.
Pubblicò fra gli altri lavori sulla flora di Cuba, Hispaniola e Porto Rico, opere che sono basilari per la scienza botanica dei Caraibi.
Nel corso della sua carriera, scoprì oltre 300 specie di piante, i cui campioni sono conservati presso il New York Botanical Garden, dove ha lavorato come ricercatore associato.
In Repubblica Dominicana, fu membro fondatore dell'Accademia delle Scienze e primo direttore scientifico del Giardino Botanico Nazionale.
Nel 1950, Liogier fu premiato con la John Simon Guggenheim Fellowship per gli studi nell'ambito della scienza delle piante.
Fu anche direttore del Giardino Botanico dell'Università del Puerto Rico.

## Onorificenze
- Guggenheim Fellowship (1950)